# بيل يو إتش-1إن توين هيوي
بيل يو إتش-1إن توين هيوي (بالإنجليزية: Bell UH-1N Twin Huey)‏ أو يو اتش-1 ن توأم هيوي هي مروحية متعددة الأغراض أنتجت في 1969 بكندا. من صناعة بيل للمروحيات. كان أول طيران لها في أبريل 1969. دخلت الخدمة في أكتوبر 1970، ومازالت في الخدمة حتى الآن.

## المستخدمون
- القوات الجوية الأمريكية